# Ugonna Okegwo

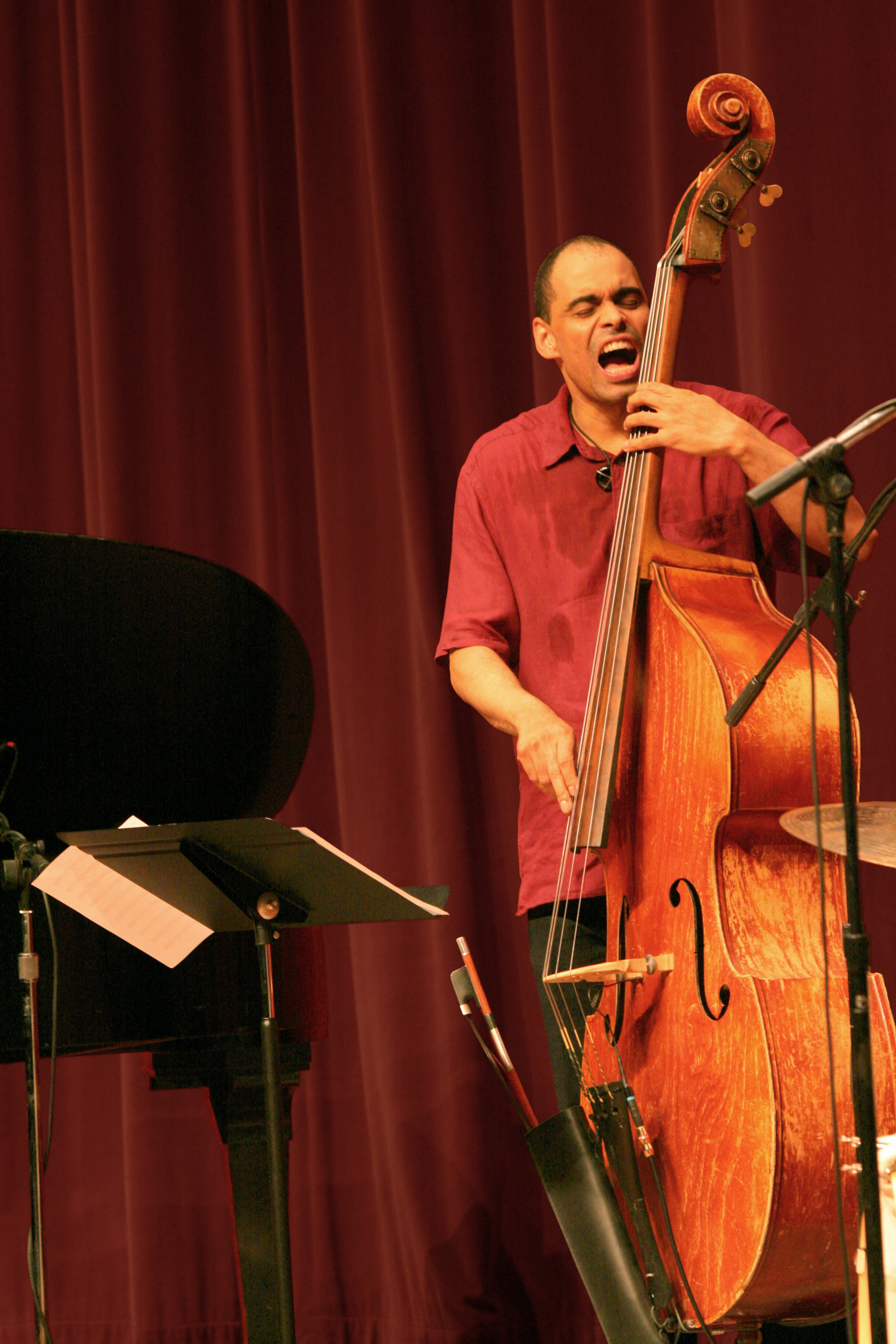
Ugonna Okegwo

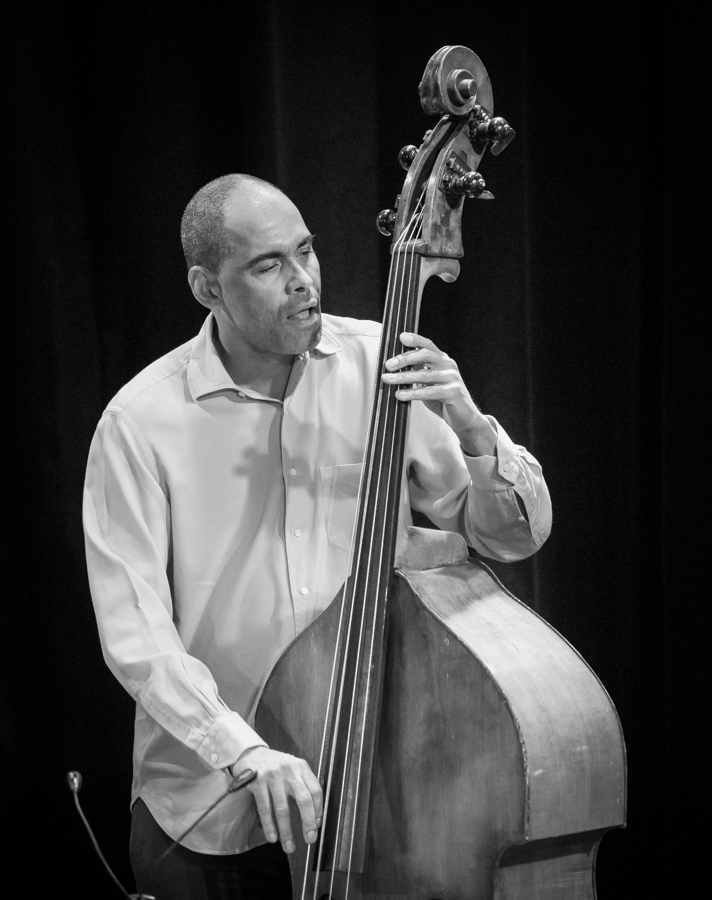
Ugonna Okegwo (2017)

Ugonna Okegwo (* 15. März 1962 in London) ist ein deutsch-nigerianischer Jazz-Bassist.

## Leben und Wirken
Okegwo, der eine deutsche Mutter und einen nigerianischen Vater hat, wuchs in Havixbeck, in der Nähe von Münster auf und beschäftigte sich in seiner Jugend mit afroamerikanischer Musik, u. a. der von Charles Mingus und schließlich dem Bassspiel. 1986 zog er nach Berlin und studierte bei Jay Oliver und Walter Norris. Erste Erfahrungen sammelte er bei Lou Blackburn, mit dem er auf Europatournee in dessen Afro-Jazzband Mombasa ging. In dieser Zeit arbeitete er außerdem mit Charles Tolliver (mit dem er 1988 im Berliner Quasimodo auftrat), Joe Newman, Oliver Jackson und mit Major Holley, der ihn veranlasste, nach New York zu ziehen. Dort arbeitete er ab 1989 mit Big Nick Nicholas, Junior Cook, und James Spaulding.
In den 1990er-Jahren war Okegwo vor allem als Session- und Studiomusiker beschäftigt und gehörte er dem Trio von Jacky Terrasson und Leon Parker an. Ferner wirkte er bei Aufnahmen von Jon Hendricks, John Stetch, Bob Belden, Steve Davis, Sam Newsome, Donny McCaslin und David Berkman mit. In den 2000er-Jahren arbeitete er außerdem mit Bruce Barth, Tom Harrell, D. D. Jackson, Luis Perdomo, 2013 mit Mile DiRubbo. 2002 entstand sein Debütalbum Uoniverse, mit Sam Newsome, Xavier Davis, Burak Bedikyan, Wayne Escoffery, Jim Snidero und Donald Edwards. Im Bereich des Jazz war er zwischen 1988 und 2019 an 127 Aufnahmesessions beteiligt. 2018 gehörte er dem Trio von Joel Frahm an; 2020 wirkte er bei Pete Malinvernis Album  On the Town: Pete Malinverni Plays Leonard Bernstein mit.